# Lieven Lenaerts
Lieven Albrecht Jules Lenaerts (Gent, 3 januari 1943) is een Belgisch politicus en burgemeester voor de CVP.

## Levensloop
Lenaerts werd beroepshalve leraar en was adjunct-secretaris-generaal van de Benelux, directeur van het Schengensecretariaat en voorzitter van de Europese Middenstandsvereniging.
Hij was van 1977 tot 1981 en van 1985 tot 1987 tevens lid van de Kamer van volksvertegenwoordigers namens het arrondissement Sint-Niklaas. In de periode mei 1977-oktober 1980 zetelde hij als gevolg van het toen bestaande dubbelmandaat ook in de Cultuurraad voor de Nederlandse Cultuurgemeenschap, die op 7 december 1971 werd geïnstalleerd. Vanaf 21 oktober 1980 tot november 1981, en opnieuw van december 1985 tot december 1987, was hij lid van de Vlaamse Raad, de opvolger van de Cultuurraad en de voorloper van het huidige Vlaams Parlement.
In 1970 werd Lenaerts verkozen tot gemeenteraadslid van Sint-Niklaas, waar hij van 1983 tot 1985 schepen was. In 1995 werd hij burgemeester in een coalitie van CVP-VLD-VU. Hij werd in 1996 afgezet, nadat hij was beschuldigd van subsidiefraude met Europese gelden. De Raad van State heeft in 2008 de afzetting vernietigd omdat het misdrijf gebeurde voor de periode van het burgemeesterschap, het ontslag bleef echter wel gehandhaafd. In 1997 nam hij ontslag als gemeenteraadslid.
Hij had het voornemen zich bij de gemeenteverkiezingen van 14 oktober 2012 als lijsttrekker voor SNAB (Sint-Niklaas anders besturen) samen met  voormalig schepen van de stad, Marc Huys, opnieuw verkiesbaar te stellen. Gezien zijn leeftijd zag hij echter van dit voornemen af.